# Фридрих VI фон Цоллерн
Фридрих VI фон Цоллерн (ум. 4 мая 1298) — 8-й граф фон Цоллерн (1289—1298). Также известен как " Фридрих Рыцарь " и "Фридрих Старый ".

## Биография
Старший сын графа Фридрих V фон Цоллерна (1255—1289) от его брака с Удильхильдой, дочерью последнего графа Гартмана II фон Диллингена.
После смерти своего отца в 1289 году Фридрих VI фон Цоллерн стал новым графом Цоллерн. В том же году он разделил свои владения с младшим братом Фридрихом Младшим. Фридрих VI сохранил за собой графство Цоллерн, а его младший брат получил замки Шальксбург и Мюльхайм.
В 1296 году граф Фридрих фон Цоллерн продал некоторые свои земли аббатству Бебенхаузен.

## Семья и дети
В 1281 году Фридрих фон Цоллерн женился на Кунигунде (1265—1310), дочери маркграфа Рудольфа I Баденского. Их дети:
- Альбрехт
- Кунигунда (ум. 1380/1384), настоятельница аббатства Лихтенталь
- Фридрих VII (ум. 1309), граф Гогенцоллерн (1298—1309). Женат с 1298 года на графине Евфимии фон Гогенберг (ум. 1333), дочери графа Альбрехта II фон Гогенберга
- Фридрих VIII (ум. 1333), граф фон Цоллерн (1309—1333)
- София (ум. после 1300), монахиня в аббатстве Штеттен
- Фридрих (ум. 1361), владел Хайнбургом с 1341 года